# Nothing Remains The Same
Nothing Remains The Same es el tercer álbum de la banda sueca de metal industrial Pain. Fue lanzado en el 2002 por la disquera sueca Stockholm Records.
Peter Tägtgren siguió experimentando con el sonido de la banda haciendo este álbum menos industrial que el anterior y con más influencias góticas, así como temas más depresivos y pesimistas especialmente por las letras.
Este lanzamiento tuvo un gran éxito y tras él la banda pasó uno de sus momentos álgidos con giras por todo el mundo mientras se consolidaba como una de las grandes del género.

## Canciones
1. It's Only Them
2. Shut Your Mouth
3. Close My Eyes
4. Just Hate Me
5. Injected Paradise
6. Eleanor Rigby (The Beatles cover)
7. Expelled
8. Pull Me Under
9. Save Me
10. Game
11. Fade Away

- Datos: Q1932666